# Zbór Kościoła Zielonoświątkowego w Białogardzie
Zbór Kościoła Zielonoświątkowego w Białogardzie – zbór Kościoła Zielonoświątkowego w RP znajdujący się w Białogardzie, przy ulicy Wileńskiej 6.